# Egeplast
egeplast international GmbH ist ein Unternehmen für Kunststoffrohrsysteme. Der Name egeplast ergibt sich aus den Initialen des Firmengründers Engelbert Gröter und dem ehemaligen Firmensitz Emsdetten. Am Standort Greven betreibt egeplast das größte PE-Rohrwerk in Europa. Konzernmutter ist die Werner Strumann GmbH & Co. KG, Greven.

## Produkte
Produkte sind Kunststoffrohrsysteme für den Transport von Wasser, Gasen und Daten.  Sie werden für Neubau und Sanierung eingesetzt.